# Казанков, Павел Семёнович
Павел Семёнович Казанков (30 июня 1926, д. Дмитриевка, Благовещенский район, Башкирская АССР, СССР — 19 января 2018, Санкт-Петербург, Россия) — советский легкоатлет (спортивная ходьба) и тренер. Участник Олимпийских игр 1952 года. Двукратный призёр первенств СССР (1951, 1953), чемпион РСФСР (1949). Подготовил чемпиона СССР, заслуженного тренера СССР Сергея Бондаренко.

## Биография
Павел Казанков родился в деревне Дмитриевка Благовещенского района Башкирской АССР. Во время Великой Отечественной войны работал за станком. Учился в техникуме в Уфе. Во время учёбы начал заниматься лёгкой атлетикой, в частности, бегом. После травмы стал заниматься спортивной ходьбой. На первых своих официальных соревнованиях побил рекорд Башкирии. Выступал за ДСО «Буревестник». Окончил Институт физической культуры и спорта имени Лесгафта. В 1956—1996 годах — преподаватель Ленинградского кораблестроительного института. Там он подготовил чемпиона СССР, заслуженного тренера СССР Сергея Бондаренко.
Скончался 19 января 2018 года. Похоронен 23 января 2018 года на Песочинском кладбище Санкт-Петербурга.

## Выступления на соревнованиях
| Дата | Соревнования     | Город     | Место | Дистанция    | Результат |
| ---- | ---------------- | --------- | ----- | ------------ | --------- |
| 1952 | Олимпийские игры | Хельсинки | 23    | Ходьба 50 км | 5:02.37,8 |
| 1954 | Чемпионат Европы | Берн      | —     | Ходьба 50 км | 32 км     |

| Год  | Дистанция    | Результат | Дата                  | Город  | Место |
| ---- | ------------ | --------- | --------------------- | ------ | ----- |
| 1951 | Ходьба 50 км | 4.41.54,2 | 26 августа—1 сентября | Минск  | III   |
| 1953 | Ходьба 10 км | 46.51,6   | 23—25 августа         | Москва | III   |